# Arnold Schulman
Arnold Schulman (* 11. August 1925 in Philadelphia, Pennsylvania; † 4. Februar 2023 in Santa Monica, Kalifornien) war ein US-amerikanischer Dramatiker, Drehbuchautor, Filmproduzent, Songwriter und Schriftsteller. Als Theaterschauspieler trat er lange mit dem American Theatre Wing und The Actors Studio auf.

## Leben
Schulman wuchs in Philadelphia, Pennsylvania auf und studierte anschließend an der University of North Carolina at Chapel Hill Schriftstellerei. Er diente in der United States Navy und zog 1946 nach New York City. Dort studierte er zusammen mit Robert Anderson Dramaturgie am American Theatre Wing. Seine ersten Werke wurden in den 1950ern für das Fernsehen aufgezeichnet. Er benutzte diese als Sprungbrett für seine Hollywood-Karriere ab 1957.
Erstes Werk in Hollywood wurde 1957 Wild ist der Wind, eine Neuauflage von Stürme der Leidenschaft (1947). Für diesen Film bekam er seine erste Nominierung von der Writers Guild of America für das beste Drehbuch. Es folgten zwei weitere: für Eine Nummer zu groß (1959) und für Verliebt in einen Fremden  (1963). Für letzteres wurde er 1963 für den Oscar nominiert. Eine weitere Oscar-Nominierung erfolgte 1970 für das Drehbuch zu Zum Teufel mit der Unschuld, mit dem er den Writers Guild of America schließlich auch gewann. 1994 gewann er den Humanitas-Preis für … und das Leben geht weiter. Zudem erhielt er einen CableACE Award.
Beim Film Spiel mit der Liebe (Players, 1979) wird Schulman zwar in den Credits erwähnt, hatte aber selbst nichts zu dem Film beigetragen. Er hatte seine Beteiligung zu spät zurückgezogen.

## Filmografie
- 1957: Wild ist der Wind (Wild Is the Wind)
- 1959: Eine Nummer zu groß (A Hole in the Head)
- 1960: Cimarron
- 1963: Verliebt in einen Fremden (Love with the Proper Stranger)
- 1968: Die Nacht, als Minsky aufflog (The Night They Raided Minsky’s)
- 1969: Zum Teufel mit der Unschuld (Goodbye, Columbus)
- 1975: Funny Lady
- 1976: Won Ton Ton – der Hund, der Hollywood rettete (Won Ton Ton: The Dog Who Saved Hollywood)
- 1985: A Chorus Line
- 1988: Tucker (Tucker: The Man and His Dream)
- 1994: … und das Leben geht weiter (And the Band Played On)

## Werke
- Verliebt in einen Fremden. München: Heyne Verlag, 1965